# Rosignano Solvay
Rosignano Solvay is een plaats (frazione) in de Italiaanse gemeente Rosignano Marittimo.
Het is vernoemd naar het Belgische chemieconcern Solvay, dat hier een fabriek heeft.
Doordat Solvay het afval van de chemische processen op het strand en in zee loost (met name kalksteen en calciumchloride, maar ook kwik), is het strand van Rosignano Solvay veel witter dan gewoonlijk. Door de tropische aanblik zijn de Witte Stranden ("Spiagge Bianche") erg populair geworden.